# Dallara
Dallara Automobili (транслит. Даллара Автомобили) — производитель автомобильных шасси для различных автогоночных серий. Один из ведущих производителей машин класса Формула-3 с 1993 года. Также поставщик шасси для команд серий GP2 и IndyCar.
Основана Жан Паоло Далларой (Gian Paolo Dallara) в 1972 году близ Пармы, Италия. В 1978 году команда дебютировала в итальянском чемпионате Формулы 3.

## Dallara в Формуле 1
В 1988 году машины разработанные Dallara дебютировали в гонках Формулы-1, их использовала команда Scuderia Italia. Сотрудничество продлилось до сезона 1992.
В 2009 году Dallara начала строить болид для новой конюшни Campos Meta, которая в 2010 году планировала дебютировать в гонках Формулы-1, однако, из-за финансовых проблем не смогла подготовиться к началу сезона и в марте 2010 была реорганизована в Hispania Racing Team. Шасси Hispania F110 получилось медленным и ненадёжным и в середине сезона сотрудничество было прекращено.

## Фотографии

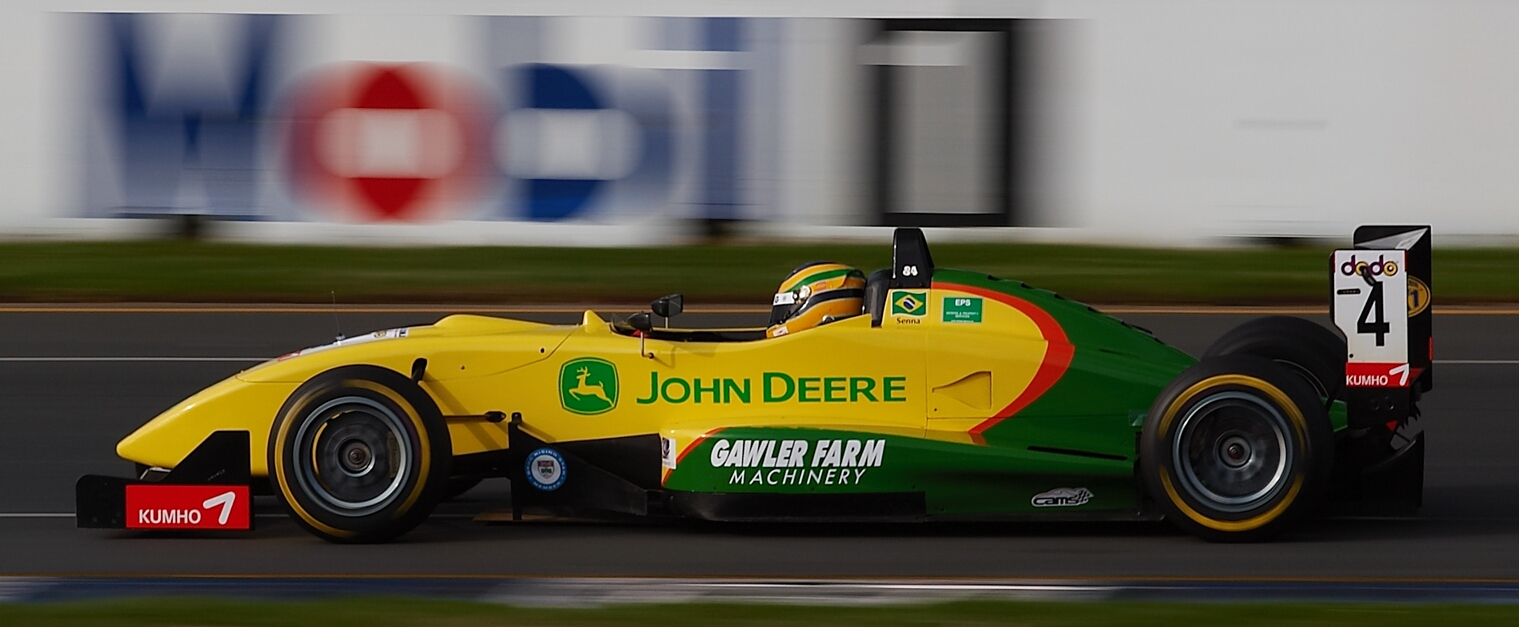
Бруно Сенна за рулём Dallara F304 гоночной серии Формула-3 (2006)
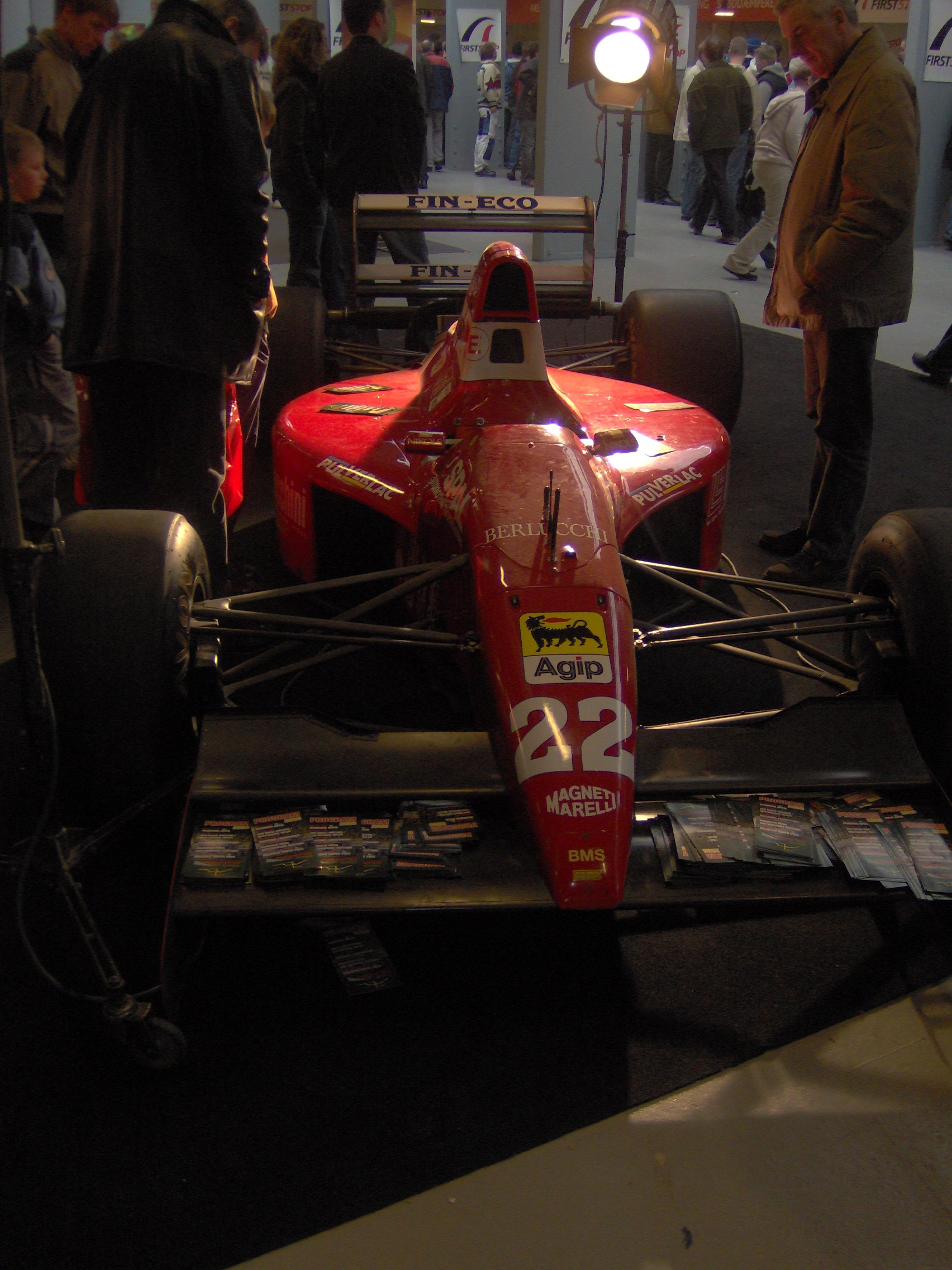
Dallara F191, болид Формулы-1 сезона 1991 года
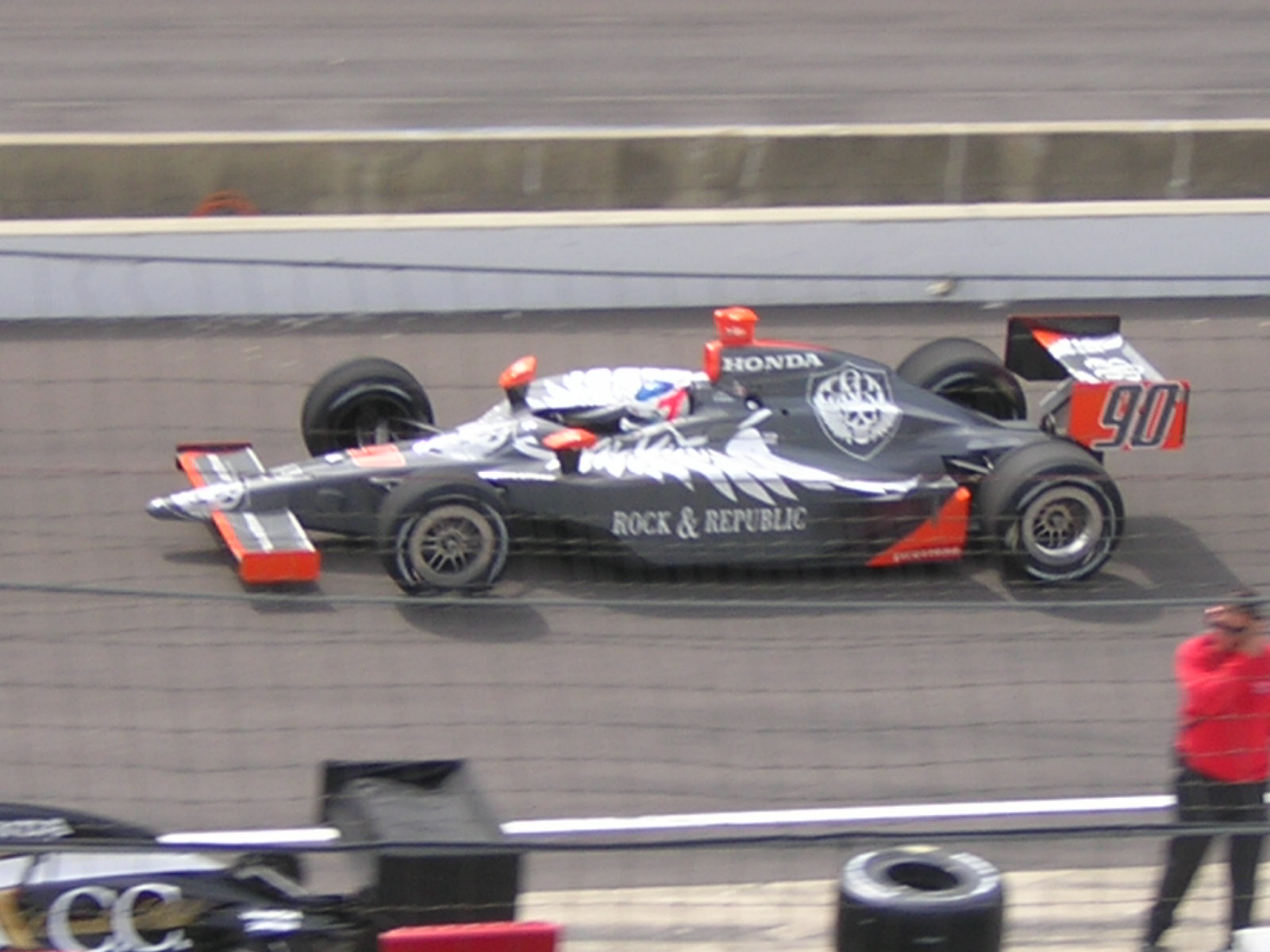
Автомобиль Даллара, свободные заезды перед гонкой Инди-500
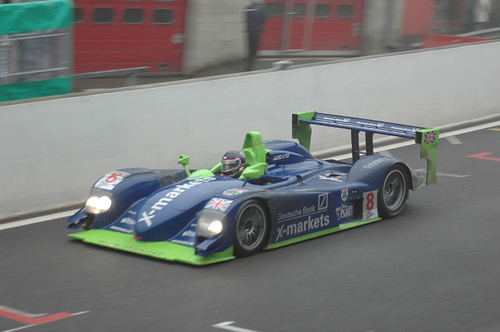
Прототип SP1 серии LMP на гонке 1000 километров Спа 2005 года
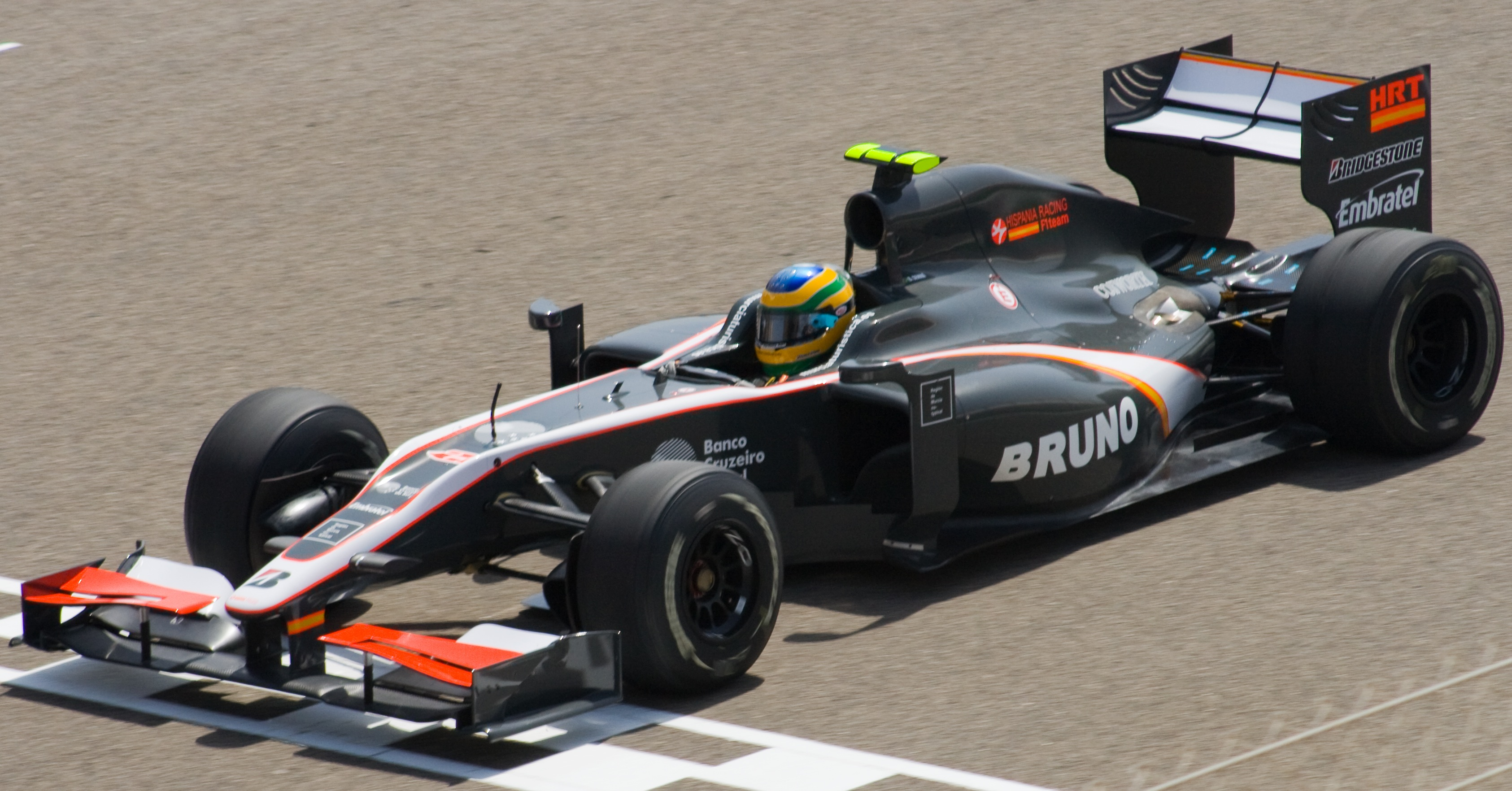
Бруно Сенна за рулём шасси Hispania F110, построенного Dallara